# Équipe d'Espagne féminine de hockey sur glace
Cet article traite de l'équipe féminine. Pour l'équipe masculine, voir Équipe d'Espagne de hockey sur glace.
L'équipe d'Espagne féminine de hockey sur glace est la sélection nationale d'Espagne regroupant les meilleures joueuses espagnoles de hockey sur glace féminin lors des compétitions internationales. Elle est sous la tutelle de la Federación Española de Deportes de Hielo. L'Espagne est classée 25e sur 42 équipes au classement IIHF 2021 .

## Résultats

### Jeux olympiques
L'équipe féminine d'Espagne n'a jamais participé aux Jeux olympiques.
- 1998-2010 — Ne participe pas
- 2014 — Non qualifié
- 2018 — Non qualifié
- 2022 — Non qualifié

### Championnats du monde
L'Espagne participe pour la première fois au championnat du monde féminin en 2011.
- 1990-2009 — Ne participe pas
- 2011 — Trente-troisième (2e de Division V)
- 2012 — Vingt-huitième (2e de Division IIB)
- 2013 — Vingt-huitième (2e de Division IIB)
- 2014 — Vingt-neuvième (3e de Division IIB)
- 2015 — Vingt-neuvième (3e de Division IIB)
- 2016 — Vingt-huitième (2e de Division IIB)
- 2017 — Vingt-huitième (2e de Division IIB)
- 2018 — Vingt-huitième (1re de Division IIB)[3]
- 2019 — Vingt-cinquième (3e de Division IIA)
- 2020 — Pas de compétition en raison de la pandémie de coronavirus[4]
- 2021 — Pas de compétition en raison de la pandémie de coronavirus [5].
- 2022 — Vingt-quatrième (3e de Division IIA)

Note :  Promue ;  Reléguée

### Classement mondial
| Année      | Rang       | Points     | Progression |
| ---------- | ---------- | ---------- | ----------- |
| 2003-2010  | Non classé | Non classé | Non classé  |
| 2011       | 35         | 480        | -           |
| 2012       | 30         | 940        | +5          |
| 2013       | 29         | 1 255      | +1          |
| Fév. 2014  | 26         | 1 505      | +3          |
| Avril 2014 | 26         | 2 065      | ±0          |
| 2015       | 26         | 1 910      | ±0          |
| 2016       | 27         | 1 755      | -1          |
| 2017       | 26         | 1 600      | +1          |
| Fév. 2018  | 25         | 2 115      | +1          |
| Avril 2018 | 25         | 2 145      | ±0          |
| 2019       | 25         | 2 035      | ±0          |
| 2020       | 25         | 1 905      | ±0          |
| 2021       | 25         | 1 760      | ±0          |

## Équipe moins de 18 ans

### Championnat du monde moins de 18 ans
- 2008-2016 — Ne participe pas
- 2017 — 2e de la Qualification pour la Division IB
- 2018 — 3e de la Qualification pour la Division IB
- 2019 —  5e de la Qualification pour la Division IB
- 2020 — 1re de la Division IIB
- 2021 — Pas de compétition en raison de la pandémie de coronavirus